# Aegolipton mizunumai
Aegolipton mizunumai är en skalbaggsart som beskrevs av Komiya 2005. Aegolipton mizunumai ingår i släktet Aegolipton och familjen långhorningar. Inga underarter finns listade i Catalogue of Life.